# San Giacomo Roncole
San Giacomo Róncole è una frazione del comune di Mirandola, in provincia di Modena. La località si trova a circa 2,5 km a sud del capoluogo comunale e nel passato era conosciuta prima come Roncole oppure San Giacomo delle Roncole.

## Storia

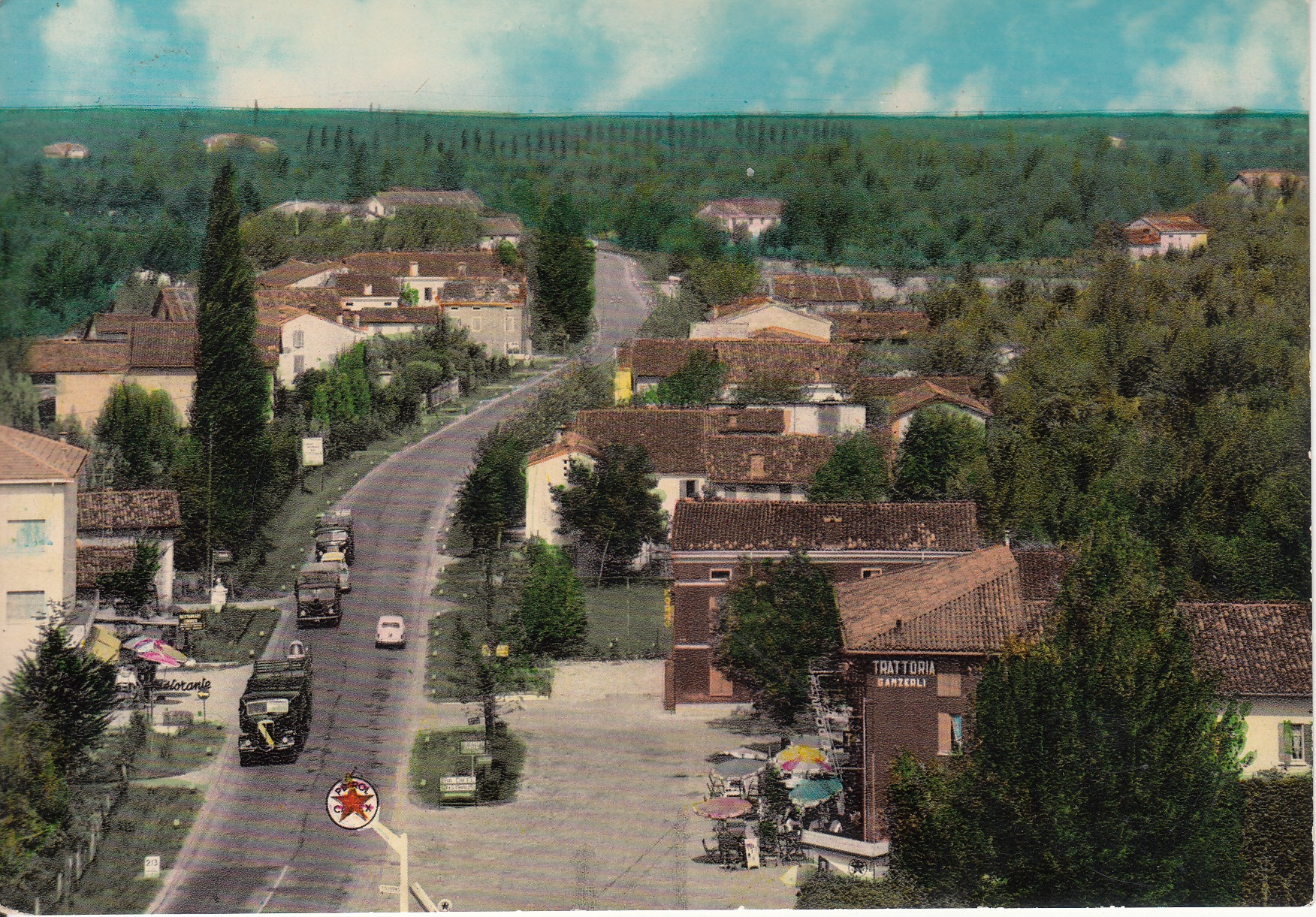
Panorama dal campanile nel 1960

Il paese viene menzionato in un atto del 1212 stipulato dagli eredi dei figli di Manfredo, che diedero origine alla casata dei Pico della Mirandola. Verso la metà del Settecento fu sede del marchesato dei Paolucci, su investitura dagli Este.
Durante il periodo delle insorgenze antifrancesi, il 14 aprile 1799 vennero fatte suonare le campane della chiesa di San Giacomo Roncole, facendo intendere una chiamata generale contro il dominio napoleonico. Il giorno seguente, i repubblicani reagirono assaltano le case del borgo e la canonica di don Francesco Razzaboni, che venne arrestato e portato alla Mirandola: appena giunta la notizia del saccheggio, l'avvocato Ruberti partì da Concordia alla volta del capoluogo con numerose persone giunte dai paesi vicini, dando così vita alla rivolta della Mirandola del 1799, che scacciò i napoleonici e instaurò per un anno l'amministrazione austriaca.
Il 30 settembre 1944, durante un rastrellamento a seguito dell'uccisione di due soldati tedeschi, i nazifascisti compiono una strage, impiccando sei giovani appartenenti alla Resistenza cattolica davanti al Casinone, luogo simbolo del antifascismo democratico-cristiano.
Nel secondo dopoguerra, il parroco del paese don Zeno Saltini costituì l'Opera dei Piccoli Apostoli, da cui poi si originò la comunità di Nomadelfia.
A partire dagli anni 1970 si è sviluppata una vasta zona industriale del distretto biomedicale di Mirandola, specializzato nella produzione di dispositivi medici monouso.
Il 2 aprile 2017, al termine della sua visita pastorale alla diocesi, Papa Francesco si è recato presso la parrocchia roncolese e dopo avere salutato i fedeli presenti e avere reso omaggio al Monumento ai caduti del sisma del 2012, è ripartito in elicottero alla volta del Vaticano.

## Monumenti e luoghi d'interesse

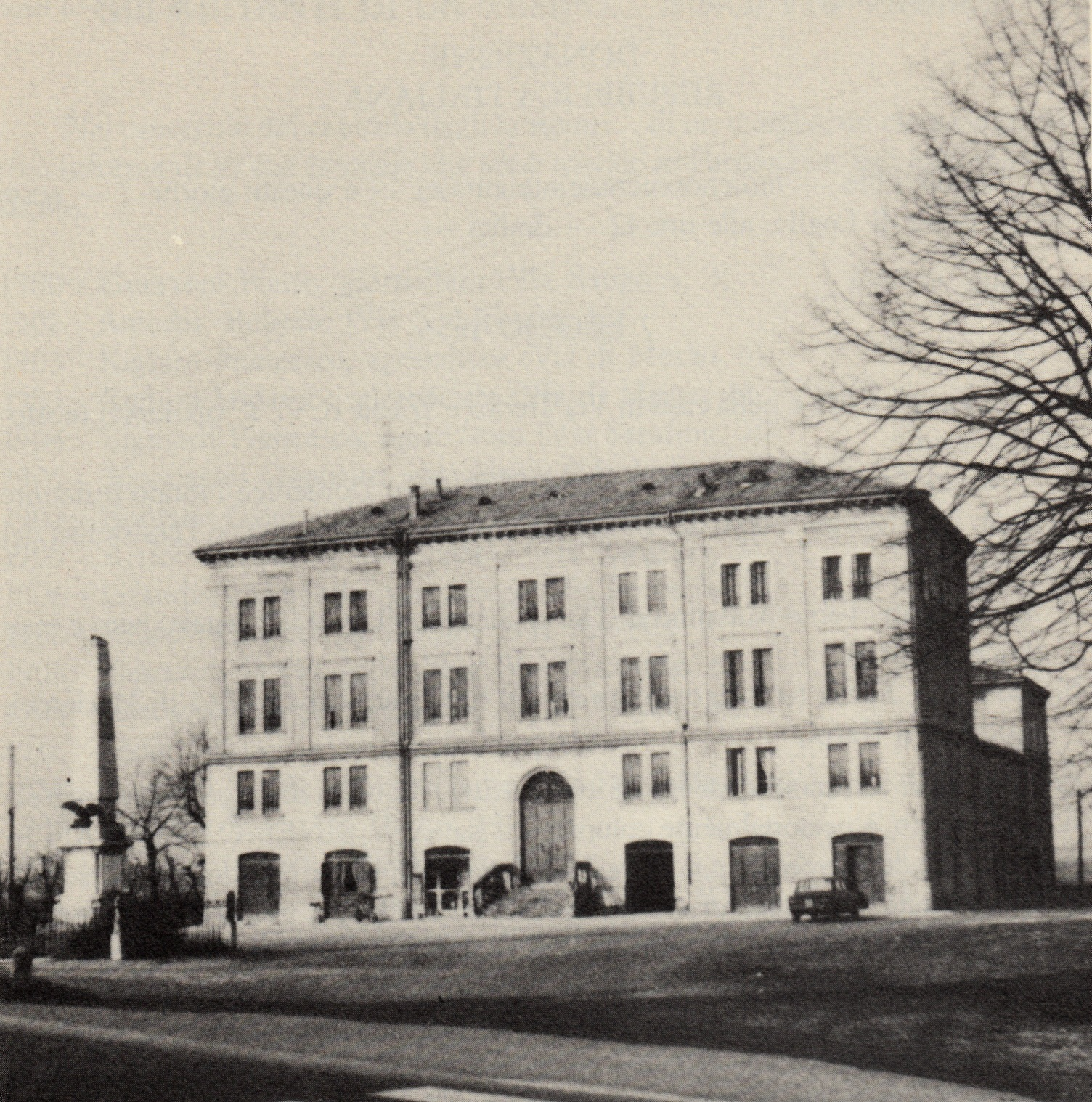
Il "casinone" di San Giacomo Roncole e il monumento ai caduti

- Chiesa dei Santi Filippo e Giacomo, chiesa parrocchiale dei Santi Giacomo e Filippo risale al XIII secolo e viene menzionata in vari documenti del secolo successivo. Il complesso ecclesiastico è stato gravemente danneggiato dal terremoto dell'Emilia del 2012[4]: il timpano della facciata e alcune volte della chiesa sono crollate, l'oratorio è inagibile e il campanile, seppur rimasto in piedi, è stato troncato alle fondamenta.

Di fronte alla chiesa parrocchiale si trova l'obelisco del monumento ai caduti della prima guerra mondiale e, poco più distante, il cosiddetto "casinone", costruito nel 1911 da don Archimede Gaddi a scopi sociali. Il 18 febbraio 1933 l'edificio fu venduto alla Curia di Carpi. Al secondo piano si trovava un teatro-cinema che si apriva sul cortile antistante.
Altri monumenti degni di nota sono la villa Personali, in passato castello dei conti Personali e trasformato in convento nel XVII secolo, e la villa Molinari Tosatti.
Nel 2016 nel giardino parrocchiale è stata inaugurata una stele in memoria dei caduti del sisma del maggio 2012.